# 플레인 하이스트
《플레인 하이스트》는 2020년에 개봉한 미국의 영화이다.

## 캐스팅

### 주연
- 에지 : 잭 리즈 역
- 데니스 리차드 : 사라 역
- 켈시 그래머 : 다리우스 역
- 토마스 제인 : 헤리 역
- 앤드류 로렌스 : 이기 역

### 조연
- 캐트리나 노먼 : 이사벨라 볼테익 역
- 패트릭 래먼트 주니어 : 트레이 피터슨 역
- 조이 로렌스 : 컨시어지 역
- 매튜 로렌스 : 카우보이 역
- 알 사피엔자 : 회계사 역
- 알렉산더 바이셸보임 : 이반 비탈리 역